# Усть-Тараса
Усть-Тараса — деревня в Боханском районе Иркутской области России. Входит в состав Новоидинского муниципального образования. Находится примерно в 139 км к западу от районного центра.

## Население
По данным Всероссийской переписи, в 2010 году в деревне проживало 736 человек (356 мужчин и 380 женщин).